# Plesiocystiscus gutta
Plesiocystiscus gutta é uma espécie de gastrópode  da família Cystiscidae.
É endémica de São Tomé e Príncipe.